# Zališčyky
Zališčyky (ukrajinsky Заліщики, polsky Zaleszczyki, německy Hinterwalden, rusky Залещики – Zaleščiki) jsou město v Ternopilské oblasti na Ukrajině. K roku 2020 v nich žilo přes devět tisíc obyvatel.

## Poloha a doprava
Zališčyky leží v meandru na severním, levém břehu Dněstru, přítoku Černého moře. Přes řeku na západ od nich se nachází sídlo městského typu Kostryživka. V rámci Ternopilské oblasti leží Zališčyky na jejím jihovýchodě – Dněstr zde tvoří hranici s jižně ležící Černovickou oblastí.
Od severu k jihu a dále přes Dněstr přes město prochází silnice M-19, po které je zde vedena Evropská silnice E85.

## Dějiny
Zališčyky jsou písemně zmíněny poprvé v roce 1340, kdy se jednalo o součást polského království. Od roku 1569 náležely do Podolského vojvodství v Polsko-litevské unii.
Od konce 17. století byly Zališčyky v držení Poniatowských. Na pozvání Stanisława Poniatowského se zde v roce 1750 usadili tkalci z Slezska, kteří obci říkali Hinterwalden.
Po prvním dělení Polska připadly Zališčyky habsburské monarchii, ve které byly součástí Haličsko-vladiměřského království. V letech 1810–1815 byly součástí ruského impéria.
V roce 1898 byla otevřena místní železniční trať.
Po konci první světové války v roce 1918 připadly Zališčyky krátce do Západoukrajinské lidové republiky, ale v polsko-ukrajinské válce je získala druhá Polská republika, jejíž držení oblasti posvětila i Pařížská mírová konference. V Posku se staly Zališčyky součástí Tarnopolského vojvodství a byly hraničním městem u tehdejší hranice s Rumunským královstvím.
Dne 17. září 1939 byly Zališčyky v rámci sovětské invaze do Polska obsazeny Sovětským svazem a začleněny do Ukrajinské sovětské socialistické republiky. V roce 1941 město obsadila v rámci operace Barbarossa německá armáda a pod nadvládou nacistického Německa byla v rámci holokaustu zavražděna většina zdejšího židovského obyvatelstva. V roce 1944 dobyl město znovu Sovětský svaz.

### Rodáci
- Leopold von Neumann (1811–1888), rakouský právník a politik
- Leo von Bilinski (1846–1923), polský a rakousko-uherský šlechtic a politik
- Felician Myrbach (1853–1940), rakouský malíř